# Pszczoły bezżądłowe
Pszczoły bezżądłowe, pszczoły bezżądłe, melipony (Meliponini) – plemię z rodziny pszczołowatych (Apidae). Należy do nich około 250 gatunków, występujących w krajach tropikalnej i subtropikalnej strefy Afryki, Azji, Australii i Ameryki.

## Cechy charakterystyczne
Są różnej wielkości, od 2 mm do nieco większych niż pszczoła miodna, barwy od czarnej do złocistej, o ciele owłosionym lub nieowłosionym (oskórek błyszczący). Wszystkie te gatunki żyją społecznie, tworząc rodziny złożone z różnej liczby osobników, o różnym stopniu zorganizowania. Występuje tu polimorfizm oraz polietyzm wiekowy. W rodzinach istnieje rozwinięty system porozumiewania się osobników ze sobą.

### Gniazdo
Większość gatunków pszczół bezżądłych gnieździ się w wydrążonych pniach i gałęziach drzew. Należą tu między innymi gatunki z rodzajów Melipona i Trigona, mające pewne znaczenie gospodarcze. Budują one gniazda przeważnie z mieszaniny wosku z kitem. Wlot do gniazda jest pilnie strzeżony, często na noc i w okresach chłodów zalepiany zupełnie kitem. Niekiedy okolice są pokrywane substancją żywiczną, która chroni przed szkodnikami, rodzaj obudowy wlotu często umożliwia identyfikację gatunku, przykładowo rodzinę Scaptotrigona. Istnieją gatunki, wśród nich Melipona quinquefasciata, które budują gniazda pod ziemią, wykorzystując opuszczone termitiery. Liczebność rodzin pszczół bezżądłowych jest znacznie niższa niż znanej nam pszczoły miodnej, od 300–80,000 osobników, u większości gatunków znacznie poniżej podanej górnej granicy.
Kolonie są wieloletnie i rozmnażają się przez rójkę. Tworzenie nowej rodziny odbywa się stopniowo. Najpierw zostaje zbudowane nowe gniazdo i wypełnione zapasami przyniesionymi ze starego gniazda, później zapełniają je robotnice i trutnie. Po całkowitym przygotowaniu gniazda przenosi się do niego młoda, nieunasieniona matka, stara pozostaje w starym gnieździe (macierzaku).

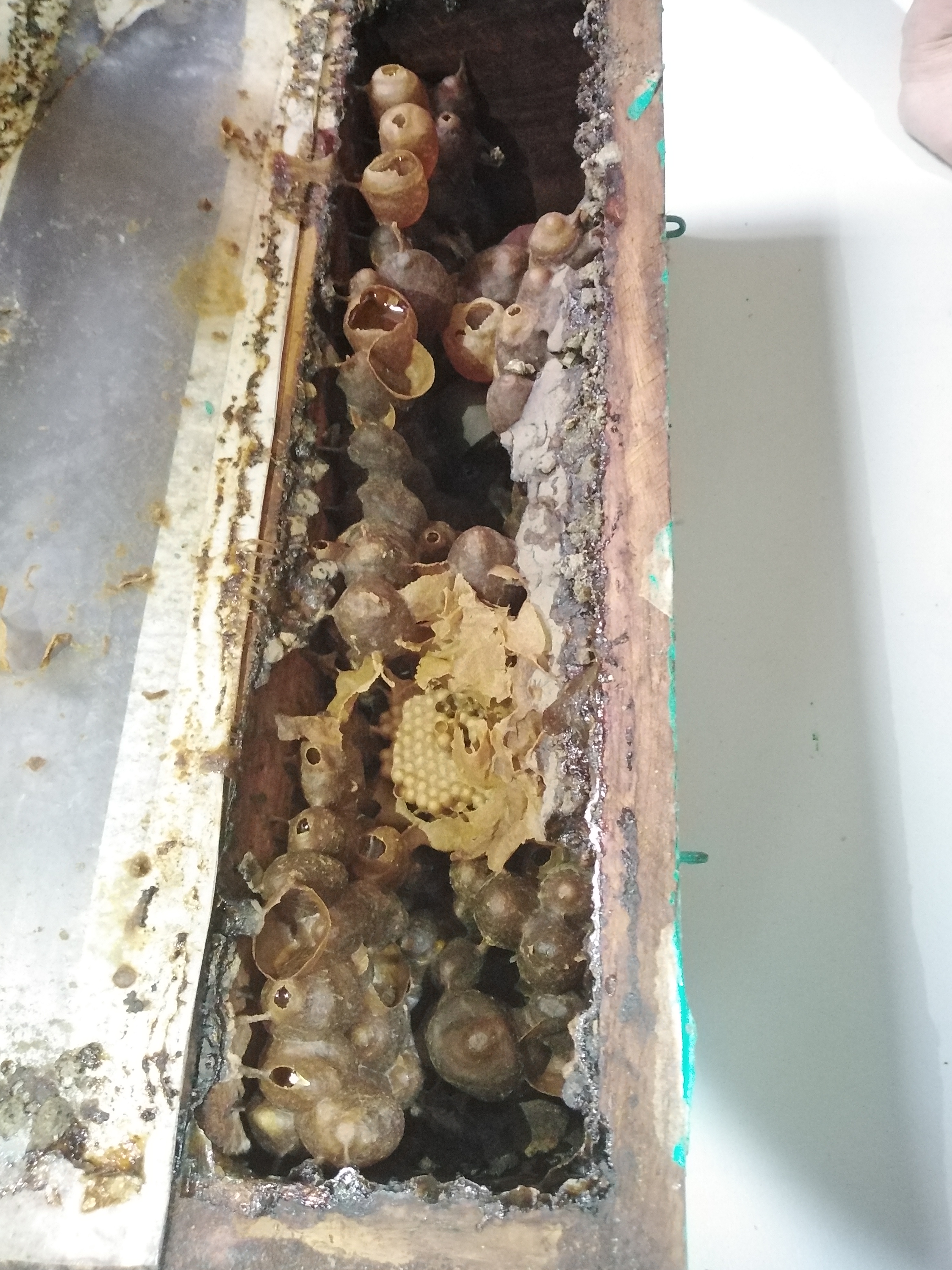
Gniazdo pszczół Melipona quadrifasciata w podłużnej skrzynce tradycyjnej dla północnowschodniej Brazylii. Pośrodku widać dyski z larwami, poza tym widać wiele miseczek z miodem (można zobaczyć płynny miód w jednej z otwartch misek u góry zdjęcia).

Wiele gatunków buduje w gnieździe osobne zbiorniki na miód i osobne na pyłek, w Brazylii nazywane "pote" czyli miseczkami. Miód można z nich wybrać używając strzykawki lub odwracając do góry dnem.

### Żądło
Mają one szczątkowe żądła, które nie mogą służyć do obrony. Pszczoły bezżądłe bronią się jednak przed wrogami: rozłażą się po ciele napastnika, szczypią jego skórę żuwaczkami, ciągną za włoski, niektóre gatunki wyrzucają z otworu gębowego piekącą ciecz.

### Skrzydła
Pszczoły bezżądłe, podobnie jak inne owady z rzędu błonkoskrzydłych posiadają dwie pary błoniastych skrzydeł. Cechą charakterystyczną skrzydeł Meliponini jest mniejsza niż u innych pszczołowatych (Apidae) ilość zamkniętych komórek. Przedstawiciele tych owadów z rodzaju Trigonisca mają tylko dwie zamknięte komórki, a u bezżądłych z gatunku Plebeia schrottkyi występują trzy zamknięte komórki.

### Zachowanie
Są aktywne przez cały rok, mniej przy niższych temperaturach lub w porze suchej, niektóre gatunki wchodzą w okres życia utajonego. W przypadku zagrożenia gniazda gryzą napastnika lub wplątują się we włosy, zwykle ataki są zupełnie niegroźne, więc nie ma potrzeby noszenia stroju ochronnego. Niektóre pszczoły posiadają wydzieliny powodujące bolesne pęcherze, podobne do ukąszeń komarów. Wyjątkowo bolesne są oparzenia wskutek kwasu wydzielanego przez Oxytrigona tataira tataira (nazywana w Brazylii Abelha-Caga-fogo czyli pszczołą ognistą).
Pośród nich odkryto trzy gatunki z rodzaju Trigona, które określono jako pszczoły-sępy, sępowie pszczoły (vulture bees). Nekrofagicznymi pszczołami są: Trigona crassipes (Fabricius, 1793), Trigona necrophaga (Camargo i Roubik, 1991), Trigona hypogea z dwoma podgatunkami: Trigona hypogea robustior (Schwarz, 1948), Trigona hypogea hypogea (Silvestri, 1902)
Zobacz też pszczoły sępowe

## Historia
Majowie hodowali pszczoły rodzime przez tysiące lat. Były one obiektem religijnych ceremonii i symbolem boga, znanego z kodeksu madryckiego.

## Znaczenie gospodarcze
W Ameryce Środkowej i Południowej pszczoły bezżądłe są od dawna hodowane przez miejscową ludność w celu pozyskiwania miodu i wosku. Wciąż żywa, szczególnie w Amazonii, jest tradycja pozyskiwania miodu od dzikich kolonii pszczół. W zależności od regionu jako ule służą wydrążone kawałki pni lub skrzynki różnych typów, od podłużnych (skrzynka "nordestina" najbardziej przypominająca naturalne dziuple) do skrzynek modułowych, najczęściej gniazdo znajduje się w 2 lub 3 mniejszych skrzynkach, które rozdziela się przy multiplikacji ula lub do pozyskania miodu i pyłku. Miód ten jest bardzo aromatyczny i smaczny, zwykle bardziej płynny niż miód pszczół z rodziny Apis i przez spożyciem komercyjnym często pozostawiony do naturalnej fermentacji.  Miód niektórych gatunków przypomina z kolei marmoladę. Niektóre inne gatunki produkują miód, który nie jest wskazany do spożycia, gdyż zawiera substancje pochodzenia zwierzęcego.
Na półwyspie Jukatan pszczoła Melipona beecheii była w języku Majów nazywana "kab" lub "cab". Miód tych pszczół był bardzo pożądanym produktem cenionym za jego właściwości medyczne oraz wykorzystywany w rytualnych ceremoniach religijnych.
Pszczoły bezżądłowe biorą udział w zapylaniu makadamii, mango, truskawek, arbuzów, awokado, cytrusów, liczi i wielu innych. Badania pokazały, że są w stanie funkcjonować w szklarniach. W przyszłości mogą być wykorzystywane na większą skalę w Australii. W chwili obecnej miód pszczół bezżądłowych jest towarem coraz popularniejszym w Brazylii ze względu na przypisywane mu cechy lecznicze i antybakteryjne, jak i zalety kulinarne, gdyż z racji na dużą rozpiętość smaków stosuje się go do mięs, sałatek jak i słodyczy.

## Systematyka
Do pszczół bezżąłowych zalicza się 56 rodzajów:

- Apotrigona
- Austroplebeia
- Axestotrigona
- Camargoia
- Cephalotrigona
- Cleptotrigona
- Dactylurina
- Duckeola
- Ebaiotrigona
- Friesella
- Frieseomelitta
- Geniotrigona
- Geotrigona
- Heterotrigona
- Homotrigona
- Hypotrigona
- Lepidotrigona
- Lestrimelitta
- Leurotrigona
- Liotrigona
- Lisotrigona
- Lophotrigona
- Meliplebeia
- Melipona
- Meliponula
- Meliwillea
- Mourella
- Nannotrigona
- Nogueirapis
- Odontotrigona
- Oxytrigona
- Papuatrigona
- Paratrigona
- Paratrigonoides
- Pariotrigona
- Partamona
- Platytrigona
- Plebeia
- Plebeiella
- Plebeina
- Plectoplebeia
- Ptilotrigona
- Scaptotrigona
- Scaura
- Schwarziana
- Schwarzula
- Sundatrigona
- Tetragona
- Tetragonilla
- Tetragonisca
- Tetragonula
- Tetrigona
- Trichotrigona
- Trigona
- Trigonisca
- Wallacetrigona